# Carlos Pellicer Andrés
Carlos Pellicer Andrés (Benigànim, Valencia, 1971) is een hedendaags Spaans componist en dirigent.

## Levensloop
Pellicer Andrés begon op 8-jarige leeftijd met muzieklessen bij de Banda de Música de la Societat Musical "La Tropical" de Benigànim. In 1990 ging hij aan het Conservatori Professional de Música "Lluis Milà" te Xàtiva en studeerde klarinet bij Ricard Huerta, Félix Vela en Ricardo Forner. Daarna studeerde hij (muziek-)pedagogiek aan de Universitat de València.
Hij deed ook verschillende cursussen bij bekende leraren en dirigenten zoals Miguel Espejo, Eduardo Bernabeu, Jean Marc Volta, Henrie Adams, Jan Cober en José Rafael Pascual Vilaplana om zijn mogelijkheden met de praktische en theoretische kennissen voor klarinet, harmonie, instrumentatie en HaFa-directie te verhogen of te verbeteren.
Hij is gastdirigent bij de Banda Simfònica Municipal d'Alicante, de Banda de Música de la Societat Musical "La Tropical" de Benigànim, de Banda de Música de la Unió Musical Quatretondense en van de Banda de Música de l'Agrupació Musical "La Nova" de Quatretonda.
Als componist schreef hij werken voor kamermuziek, pedagogische werken, werken voor banda en kreeg verschillende prijzen voor zijn composities.

## Composities

### Werken voor banda (harmonieorkest)
- 1999 ETNA, symfonisch gedicht voor spreker en harmonieorkest
- 2002 Vida, voor spreker en harmonieorkest
- 2003 Iuventus, overture voor harmonieorkest
- 2003 Subiaco, voor harmonieorkest
- 2006 JAD-A-DAJ, Diálogos eclécticos voor harmonieorkest
- 2007 Dis-TENSIOS-diS, voor harmonieorkest

#### Paso-doble
- 2000 21 de Gene
- 2001 Regina de Festes
- 2002 Jesús Alonso
- 2004 Calavia
- 2006 Desgavell
- 2008 Jaibo

#### Marcha cristiana
- 2000 Titans
- 2001 Rex
- 2002 Terres d'Alba
- 2002 Privilegi Reial
- 2003 Cantal Roig
- 2003 Apoteosi
- 2008 Coltell

#### Marcha mora
- 2001 Plà dels moros
- 2002 Mythos
- 2002 Fantasia Morisca
- 2003 Haissan
- 2003 Asbag
- 2005 L'illa
- 2005 Khafaja
- 2007 StàrracoS, voor dulcainas en slagwerk

### Kamermuziek
- 2003 Quatre vents, voor klarinetkwartet
- 2007 Collage para grupo de metalles, voor 4 trompetten, 4 trombones, hoorn en tuba

### Filmmuziek
- 2007 Cuento de la C
- 2008 Operación Kobra
- 2008 Dimensión